# Philipp Heck
Philipp Heck (São Petersburgo, 22 de julho de 1858 – Tubinga, 28 de junho de 1943) foi um jurista alemão de ascendência russa, criador e principal nome da corrente de filosofia do direito chamada de jurisprudência dos interesses, uma espécie de positivismo jurídico.

## Vida
Após iniciar os estudos em São Petersburgo, mudou-se, aos 12 anos de idade, para Wiesbaden, onde cursou o ginásio local. Posteriormente, passou a estudar matemática, em Leipzig, mas mudou para Direito após comparecer a uma palestra de Rudolf von Ihering. Assim, estudou em Heidelberg e Berlim, onde concluiu seus estudos. Após um período como professor na Universidade de Greifswald, tornou-se professor da Universidade de Tubinga, onde lecionaria até a 1928.

## Pensamento
Seu pensamento gira em torno do conceito de interesse, que desenvolveu a partir das ideias de Ihering sobre finalidade. Buscava, com isso, harmonizar os conceitos de segurança e de justiça no momento da aplicação do Direito pelos juízes. Desse modo, sua jurisprudência dos interesses rivalizava com a Escola do direito livre, de Kantorowicz, e com a jurisprudência dos conceitos, de Windscheid e Puchta. Nos últimos anos de sua vida, trabalhou para agradar o regime nazista através da utilização de sua teoria para justificar as leis racistas do regime.

## Obra

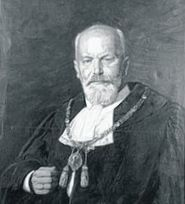
Retrato de Philipp von Heck na galeria de professores da Universidade de Tubinga

- 1912 - Das Problem der Rechtsgewinnung
- 1914 - Gesetzesauslegung und Interessenjurisprudenz
- 1916 - Pfleghafte und Grafschaftsbauern in Ostfalen
- 1927 - Die Standesgliederung der Sachsen im frühen Mittelalter
- 1929 - Grundriß des Schuldrechts
- 1930 - Grundriß des Sachenrechts
- 1932 - Begriffsbildung und Interessenjurisprudenz
- 1935 - Blut und Stand im altsächsischen Rechte und im Sachsenspiegel
- 1937 - Das abstrakte dingliche Rechtsgeschäft